# Handlauf

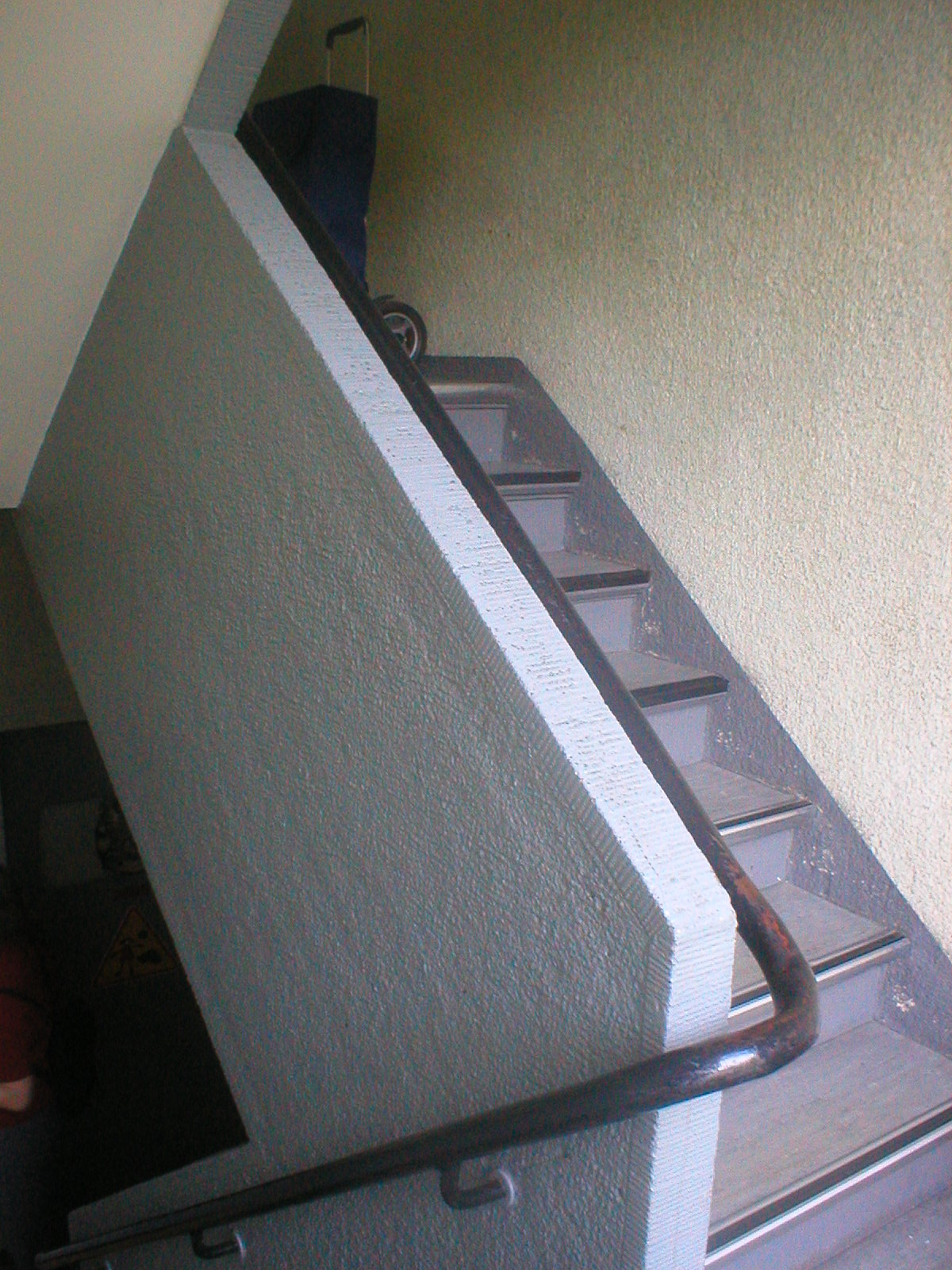
Handlauf aus Stahlrohr in der Siedlung Bornheimer Hang des Neuen Frankfurt aus den 1920er Jahren

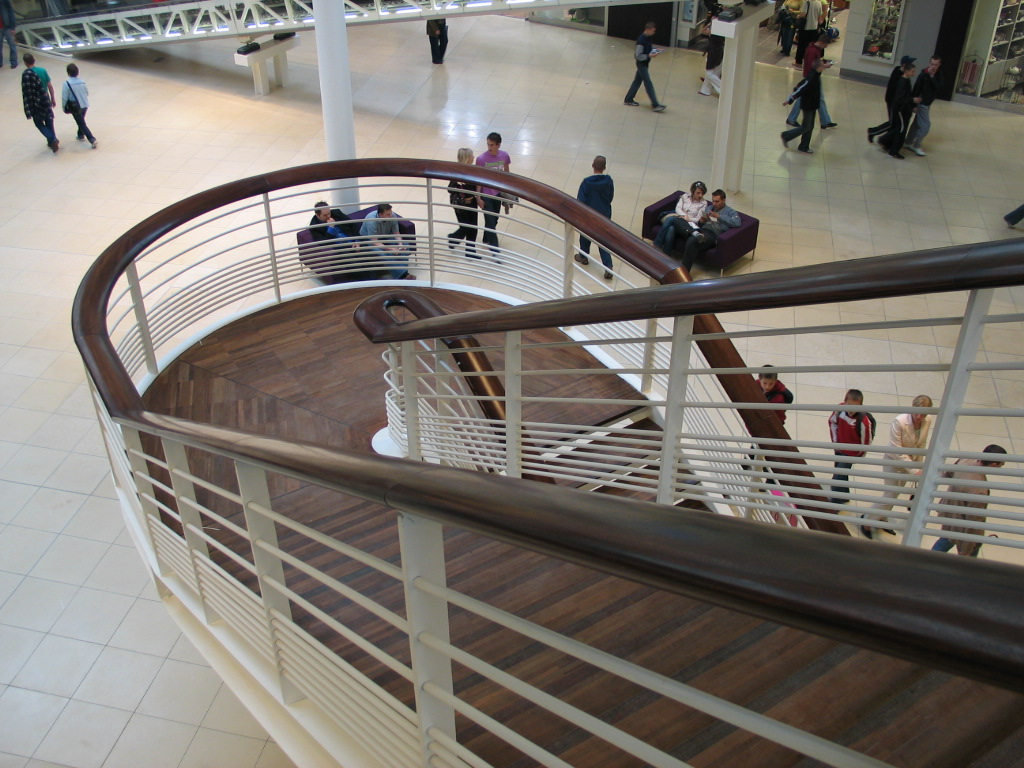
Hölzerner Handlauf

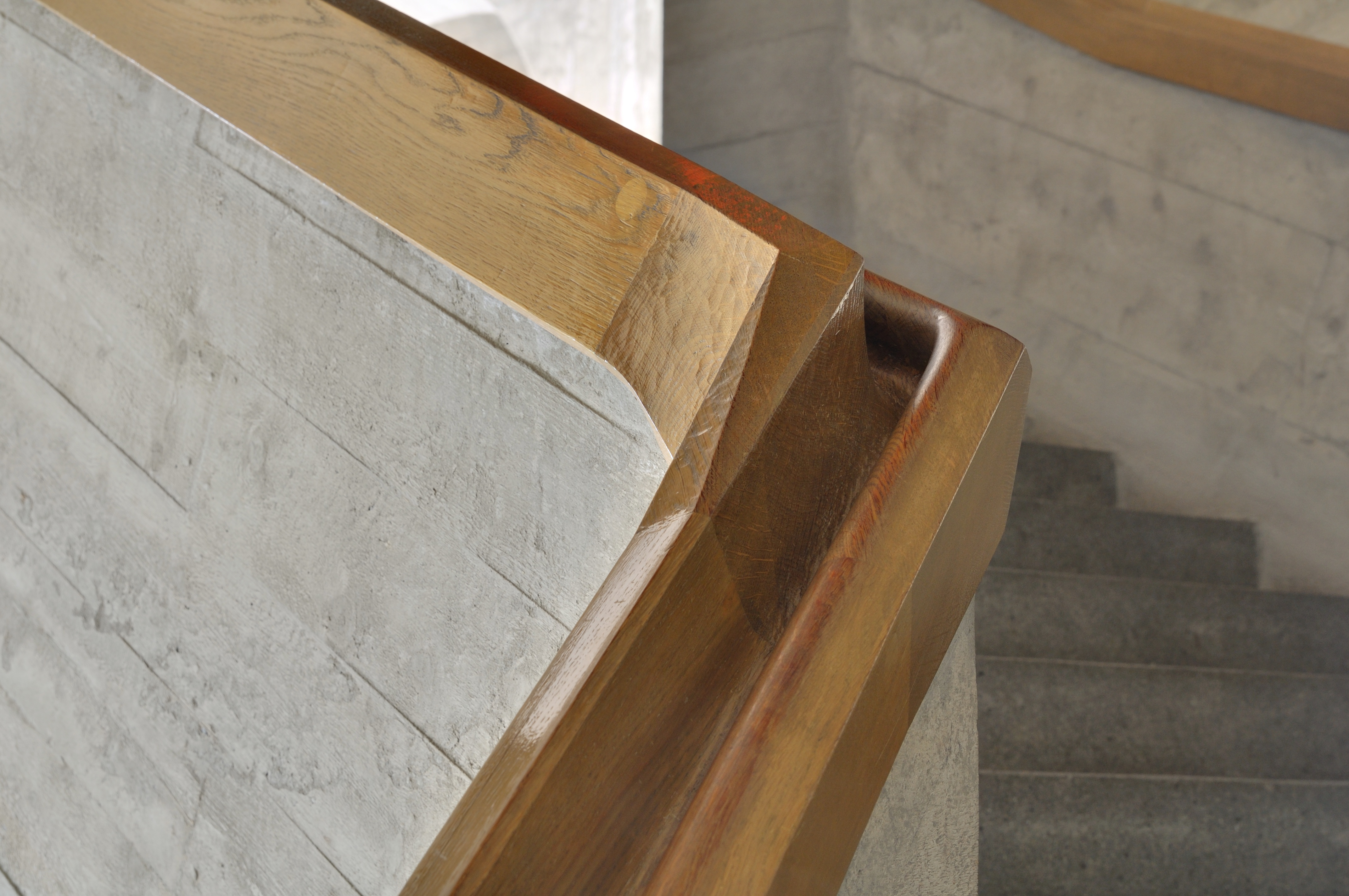
Handlauf im Westtreppenhaus des Goetheanums

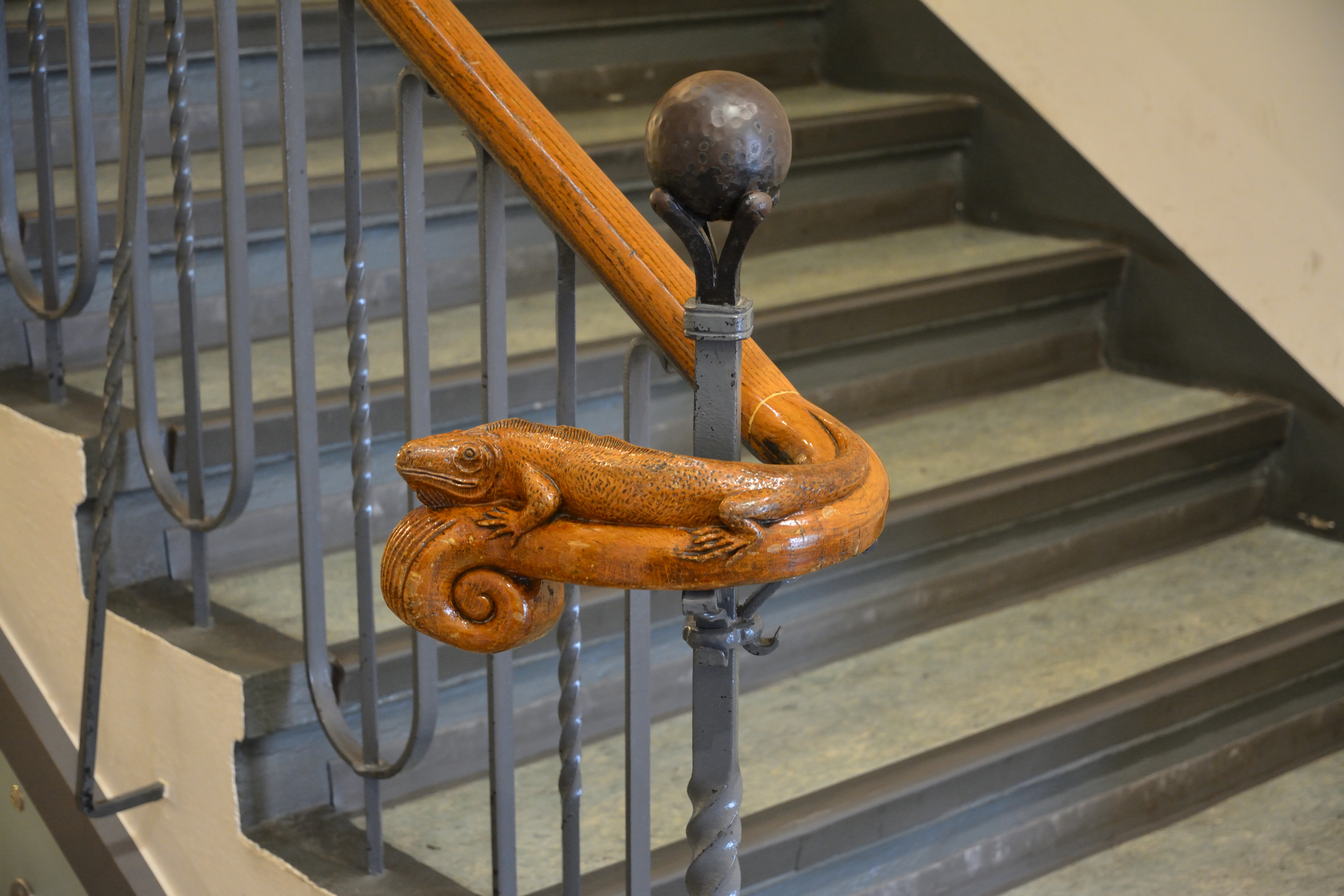
Abschluss des Handlaufs im Senckenberg Museum für Naturkunde Görlitz

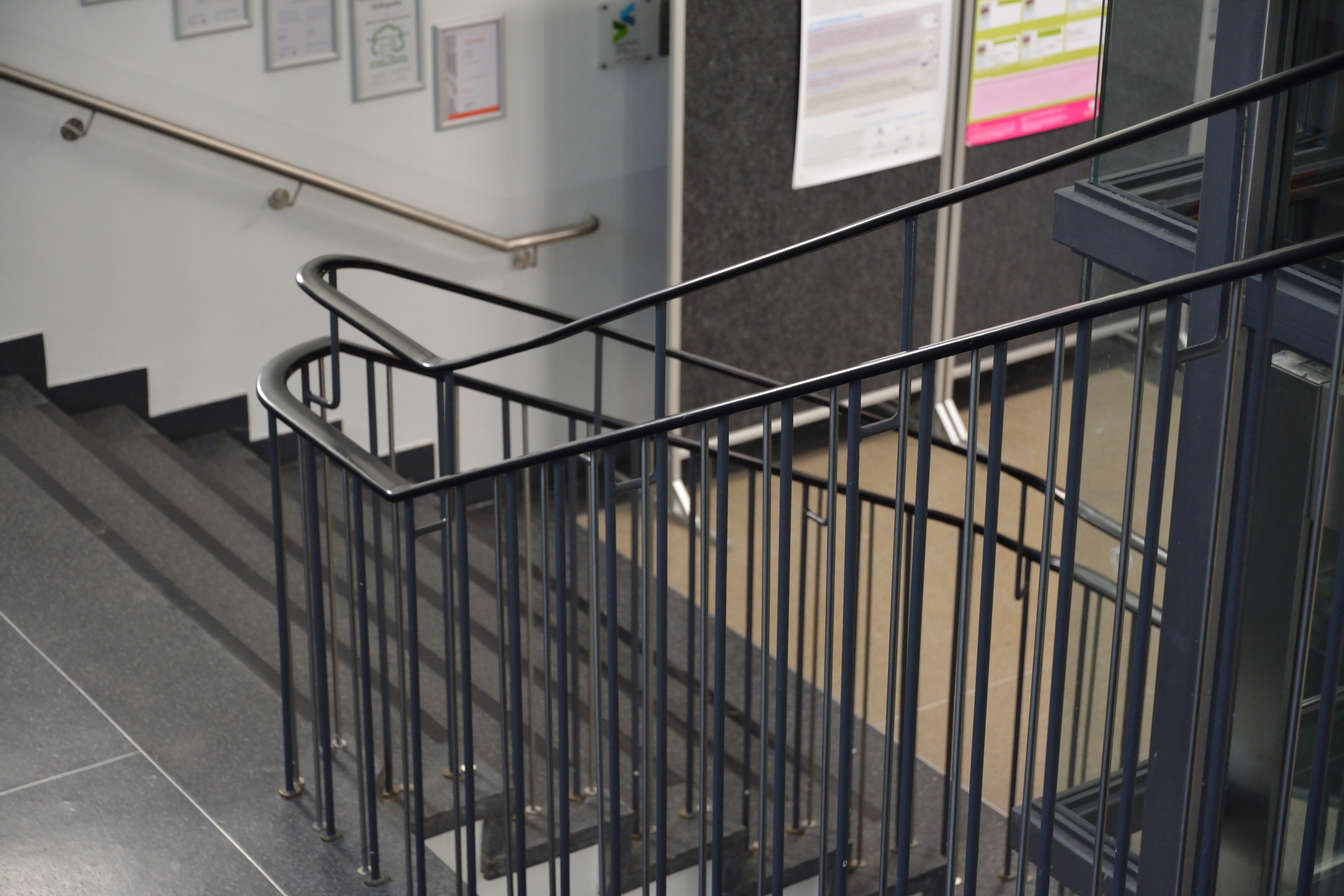
Doppelter Handlauf im Wilhelm-Dörpfeld-Gymnasium, als Ergebnis einer nachträglichen Erhöhung

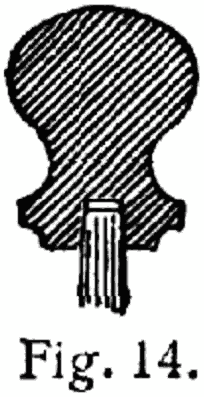
Querschnitt eines Handlaufs mit Omegaprofil (Lexikon, 1904)

Ein Handlauf (Griffleiste, Holm) ist eine der Hand angepasste Abschlussleiste eines Geländers und dient als Festhalte- und Führungsmöglichkeit in Griffhöhe für die Hände von Menschen. Der Handlauf hat oft die Form einer runden oder profilierten Stange, Schiene oder Leiste. Gängige Materialien sind Metall, Holz, Holzwerkstoffe, Aluminium mit Laminat oder Kunststoff. Ein Handlauf kann der obere Teil eines Geländers oder einer Brüstung sein. Er kann auch direkt an einer Wand befestigt sein – ein Wandhandlauf.

## Handläufe bei Treppen
Handläufe finden sich oft im Zusammenhang mit Treppen. Die sichere Ausführung von Treppen ist eine der effektivsten Maßnahmen zur Vermeidung von Unfällen auf Treppen. Eines der wichtigsten Kriterien für die Sicherheit von Treppen sind Handläufe. Handläufe sollen Benutzern von Treppen einen sicheren Halt bieten. Sie müssen so geformt sein, dass sie ein sicheres Umgreifen ermöglichen. Ob, wo und wie viele Handläufe an einer Treppe gesetzlich vorgeschrieben sind, hängt von der Anzahl der Treppenstufen (Steigungen), der Treppenbreite und dem Verwendungszweck des jeweiligen Bauwerks ab.
In öffentlich zugänglichen Gebäuden sind Handläufe an beiden Seiten der Treppe vorgeschrieben, damit auf beiden Seiten ein sicherer Halt im Sinne der Barrierefreiheit gegeben ist. Diese Vorschrift gilt auch für denkmalgeschützte Gebäude, da die Rechtsprechung die Sicherheit über den Denkmalschutz stellt. In den Landesbauordnungen der einzelnen Bundesländer sind oftmals beidseitige Handläufe bei allen notwendigen Treppen und bei Fluchttreppen Vorschrift. Auch im Wohnungsbau – wenn mehr als zwei Wohnungen nicht stufenlos erreichbar sind – sind zur Sicherheit der älteren oder behinderten Menschen Handläufe auf beiden Seiten der Treppen vorgeschrieben. Wie Handläufe ausgeführt werden müssen, regeln Normen: in Deutschland die DIN-Normen DIN 18040 und DIN 18065, in der Schweiz die SIA-Normen 358 SN 543 358 und SIA 500 SN 521 500 und in Österreich die OIB Richtlinie 4.

## Funktionale und rechtliche Anforderungen nach den Vorschriften der DIN 18065
Die DIN 18065 Handlauf, Treppen, Geländer wird durch die Landesbauordnungen der jeweiligen Bundesländer ergänzt. Bei abweichenden Bestimmungen gilt primär die Landesbauordnung. Vorgaben der DIN 18065 für den Handlauf:
- Höhe des Handlaufs: Ein Handlauf ist für alle Treppen ab drei Stufen gesetzlich vorgeschrieben. Bei Stufen ab 1,5 Meter Breite müssen beide Seiten mit einem Handlauf ausgestattet sein; ab vier Metern Breite ist ein mittiger Zwischenhandlauf vorgeschrieben. Die Höhe des Handlaufs muss bei Treppen auf mindestens 80 Zentimetern, maximal auf 115 Zentimetern liegen. Bei der Befestigung an der Wand bzw. zu anderen benachbarten Bauteilen, muss der Mindestabstand fünf Zentimeter betragen. Der Wandhandlauf muss über Absätze hinweg durchgehend verlaufen. An Rampen und Treppen, die für Kinder vorgesehen sind, sollte ein zweiter Handlauf in einer niedrigeren Höhe angebracht sein, um Kinder und Personen mit kleinerer Statur bei der Benutzung zu unterstützen. Je nach Alter sind für Kinder Handläufe in 60-80 cm Höhe anzubringen, gemessen lotrecht über Stufenvorderkante bis Oberkante Handlauf. Die genaue Ausführung mit den Bildern dazu stehen ausführlich in den Normen SIA 500 und DIN 18040
- In öffentlichen Bereichen sind nur runde oder ovale Durchmesser zulässig, privat erlaubt die DIN auch eckige Handläufe. Handläufe sind griffsicher, gut umgreifbar, rund oder oval mit einem Durchmesser von 30 bis 45 mm anzufertigen. Der lichte Abstand zur Wand beträgt 50 mm.
- Handlauf Maße: Treppen müssen festen und griffsicheren Handlauf haben um einen sicheren Halt zu bieten. Eine ergonomische Gestaltung des Handlaufs ermöglicht ein sicheres Umgreifen. Ein Wandhandlauf hat lt. Normen einen Durchmesser von 35–45 mm, und/oder oval, gut umgreifbar und mit Halterungen von unten.  Die Enden der Handläufe müssen so gestaltet sein, dass Personen daran nicht hängen bleiben oder abgleiten können, sind müssen am mindestens 30 cm über das Treppenende waagrecht und mit einer Rundung zur Wand oder nach unten fortgeführt werden.
- In den Bundesländern, die die Muster-Verwaltungsvorschrift Technische Baubestimmungen des Deutschen Instituts für Bautechnik eingeführt haben, darf innerhalb von Gebäuden ein Handlauf 10 cm in die Mindestlaufbreite der Treppe von einem Meter Breite hineinragen.
- Handläufe in Wohnbauten: Für Wohnbauten wurde der Abschnitt zu barrierefreien Treppen der DIN 18040-2 mit Ausnahmen in der Mehrheit der Bundesländer nicht als Vorschrift eingeführt. Notwendige Treppen müssen jedoch beidseitige Handläufe haben. Beidseitige barrierefreie Handläufe verhelfen Nutzern mit und ohne Mobilitätseinschränkung zu Sicherheit und Stabilität. Manche Menschen benötigen beide Hände für festen Halt; andere wieder können aus verschiedensten Gründen nur eine Hand benutzen, was dazu führt, dass sich der Handlauf die halbe Zeit auf der „falschen“ Seite befindet, so lange es nur einen gibt. Dies gilt natürlich auch, wenn sie Menschen auf Treppen begegnen, dass jeder Nutzer einen sicheren Halt hat.
- Beidseitige Handläufe für öffentlich zugängliche Gebäude (DIN 18040-1) in notwendigen Treppenräumen: Treppen, die nach den baurechtlichen Vorschriften unbedingt vorhanden sein müssen. Das bedeutet, dass in öffentlich zugänglichen Gebäuden beidseitige Handläufe unabhängig von der Treppenbreite bundesweit überall vorgesehen werden müssen. Zu öffentlichen Gebäuden zählen Einrichtungen des Kultur- und Bildungswesens, Sport und Freizeitstätten, Büro-, Verwaltungs- und Gerichtsgebäude, Krankenhäuser, Altenheime und betreutes Wohnen ebenso wie Hotels und Gaststätten, Versammlungs- und Verkaufsstätten, Schulbauten und Kindergärten.[3]

## Österreich: OIB Richtlinie4
Die OIB Richtlinien des österreichischen Institutes für Bautechnik, die 2007 von allen Bundesländern einstimmig beschlossen wurden, sind technische Baubestimmungen zur Vereinheitlichung der einzelnen Landesbauordnungen mit dem Ziel, eine einzige bundesweit gültige Vorschrift zu schaffen und die Landesbauordnungen von detaillierten bautechnischen Regeln zu befreien und auf bauordnungsrechtliche Belange zu konzentrieren. Nach der OIB Richtlinie 4 Nutzungssicherheit und Barrierefreiheit, OIB-330.4-026/23, Ziffer 3.2.6 müssen Treppenläufen mit zwei oder mehr Stufen auf beiden Seiten formstabile, durchgängig gut greifbare Handläufe angebracht werden. Bei folgenden Treppenläufen genügt ein Handlauf auf einer Seite: Treppen in Gebäuden oder Gebäudeteilen mit nicht mehr als drei Wohnungen, Treppen in Reihenhäusern, Nebentreppen sowie Wohnungstreppen. Die Handläufe sind in einer Höhe von 85 cm bis 90 cm montieren. Handläufe, die den oberen Abschluss einer Absturzsicherung bilden, in einer Höhe von bis zu 1,10 m angeordnet werden. In Gebäuden oder Gebäudeteilen, die barrierefrei zu gestalten sind, sind die Handläufe bei Treppenantritt und -austritt um 30 cm über die Stufenkante, gegebenenfalls auch seitlich um die Ecke, weiterzuführen. Bildet der Handlauf den oberen Abschluss einer Absturzsicherung und ist in mehr als 1,00 m Höhe angebracht, ist ein zweiter Handlauf in einer Höhe von 85 cm bis 90 cm anzuordnen.

## Schweiz: SIA Normen SN543358, SN521500 und VSS640238
Die technische Normen der Schweizerischen Ingenieur und Architektenvereins (SIA) und des Schweizerischen Verbands der Strassen- und Verkehrsfachleute (VSS), sind für sich allein nicht rechtsverbindlich; ihre rechtliche Bedeutung hängt von entsprechenden Regelungen auf Gesetzes- und Verordnungsstufe ab. Sie entsprechen weitgehend der DIN. Bei Treppen mit mehr als fünf Tritten oder mehr als einem Meter Höhenunterschied und bei steilen Rampen ist ein geeigneter Handlauf zu erstellen. Bei Treppen, die Menschen mit Behinderungen und betagte Personen normalerweise benutzen und bei Fluchttreppen sind Handläufe schon ab mehr als zwei Tritten und beidseitig nötig, ebenso sind Steiltreppen und Leitertreppen immer beidseitig mit Geländern bzw. Handlauf zu versehen. Bei Treppen und Treppenwegen wird die Höhe des Handlaufs zwischen der Stufenvorderkante und der Oberkante des Handlaufs gemessen. Handläufe sind auf einer Höhe von 0,90 bis 1,00 m anzubringen. Handläufe müssen durchgängig ohne Unterbruch über die gesamte Rampen- bzw. Treppenlänge geführt werden und mindestens 0,30 m waagrecht über Anfang und Ende der Rampe bzw. Treppe hinausgezogen werden und so geformt sein, dass sich Kleidungsstücke nicht verfangen. Handlaufenden, die um mehr als 0,10 m frei in den Raum ragen, müssen nach unten oder seitlich gekrümmt sein. Handläufe müssen festen Halt bieten und umfassbar sein. Für den Durchmesser gilt als Richtwert 40 mm. Die Befestigung muss von unten erfolgen und darf das Gleiten mit der Hand nicht beeinträchtigen. Handläufe müssen beidseitig oder im Mittelbereich des Treppenlaufs angeordnet sein und sich kontrastreich vom Hintergrund abheben.

## Anforderungen der Deutschen Gesetzlichen Unfallversicherung (DGUV)
Die BGI / GUV-I 561 Information Treppen (ehemals BG-Information „Treppen“ BGI 561) fordert:
- Handläufe sollten nicht tiefer als 80 cm und nicht höher als 115 cm verlaufen (senkrecht über der Stufenvorderkante gemessen), ergonomisch sind Handlaufhöhen bis zu 90 cm.
- Der Durchmesser (bzw. Breite und Höhe) des Handlaufes sollte zwischen 2, cm und 6 cm liegen. Idealerweise sollte der Handlauf von Daumen und Zeigefinger zu etwa 3/4 umschlossen werden.
- Der Handlauf sollte in Abwärtsrichtung an der rechten Treppenseite angebracht sein, bei Treppen von mehr als 1,5 m Breite sind beidseitige Handläufe erforderlich.
- Handläufe sollen ohne Unterbrechung über den gesamten Treppenlauf geführt werden und jeweils 30 cm über die erste und letzte Stufe hinausgeführt werden. Der Abschluss des Handlaufs muss so gestaltet sein, dass Kleidungsstücke u. ä. nicht daran hängen bleiben können.
- Der Abstand des Handlaufs zu angrenzenden Bauteilen muss mindestens 5 cm betragen. Falls Treppen an technischen Anlagen mit gepolsterten Schutzhandschuhen benutzt werden, ist der Abstand auf 10 cm zu erhöhen.

## Hintergrund, Geschichte und Nutzung
Bei der Benutzung von Treppen sind Gefährdungen, wie Stürzen und Abstürzen, Stolpern und Umknicken oder Ab- und Ausrutschen zu berücksichtigen. Nach der Unfallstatistik der gewerblichen Berufsgenossenschaften ereignen sich im gewerblichen Bereich etwa 36000 Treppenunfälle jährlich; davon etwa 800 mit bleibenden Körperschäden. Die Zahl der Todesfälle ist unter zehn pro Jahr gesunken. Unfalluntersuchungen zeigten verschiedene Ursachen, wie
- persönliche Ursachen wie Hast, abgelenkt sein oder ungeeignetes Schuhwerk,
- organisatorische Ursachen wie auf der Treppe abgestellte Gegenstände, Glätte infolge der Reinigung während der Betriebszeiten, Transport von Gegenständen, die die freie Sicht behindern,
- fehlende oder falsch angebrachte Handläufe.

Fast alle Unfallursachen haben jedoch eines gemeinsam: Ihre Auswirkungen, nämlich die Verletzungen, hätten vermieden werden können, wenn der Handlauf benutzt worden wäre.
Handläufe kamen in der Renaissance mit der Entwicklung von Wendeltreppen auf. Mit dazu beigetragen hat der italienische Architekt Andrea Palladio, der nicht nur diesen Treppentyp plante und in etlichen oberitalienischen Gebäuden einbauen ließ, sondern auch ausführlich in seinen Büchern beschrieb. Der Handlauf mit meist rundem Knauf war bei den feinen Damen in mehrstöckigen Herrschaftshäusern äußerst hilfreich. Die Damen trugen vorwiegend breite Röcke. Dadurch war es ihnen beim Herabschreiten der Treppen nicht möglich, die Stufen zu sehen oder abzuschätzen. Deshalb fertigte man Geländer mit einer hilfreichen Unterstützung: In der Regel wurde jeden Meter – oder in damaliger Messung Elle – ein Knauf in den Handlauf eingesetzt. Dadurch war es den Damen möglich, die Treppenabsätze mittels des Knaufs in einem bestimmten Abstand zu erfühlen, und somit einen sicheren Tritt nach unten zu erahnen und nicht zu stürzen.
Die Verletzungsrate beim Treppensteigen bei jungen Erwachsenen, insbesondere bei jungen Frauen, ist hoch. Die hohen Verletzungsraten könnten auf physiologische und/oder verhaltensbedingte Unterschiede zurückzuführen sein. Bei einer Studie der Khalifa University wurden 2.400 junge erwachsene Fußgänger (1.470 Männer und 930 Frauen) beim Abstieg von Innentreppen gefilmt. Auf einer kurzen Treppe wurden unter anderem folgende riskante Verhaltensweisen beobachtet: Niemand benutzte den Handlauf, 16,1 % benutzten ein elektronisches Gerät und 16,4 % unterhielten sich persönlich. Auf einer langen Treppe benutzten 64,8 % der Fußgänger den Handlauf nicht, 11,9 % benutzten ein elektronisches Gerät, und 14,5 % unterhielten sich persönlich. Zu den bei Frauen häufiger beobachteten risikoreichen Verhaltensweisen gehörten: Sie benutzten seltener den Handlauf (lange Treppe), trugen häufiger einen Gegenstand in der Hand (auf beiden Treppen), unterhielten sich häufiger (beide Treppen) und trugen häufiger Sandalen oder Absätze (auf beiden Treppen). Bei Frauen wurde eher beobachtet, dass sie seltener Stufen überspringen und eher auf die Stufen beim Übergang schauen. Fünf Fußgänger verloren das Gleichgewicht, stürzten aber nicht; vier dieser Fußgänger verloren das Gleichgewicht auf der obersten Stufe und alle fünf hatten ihren Blick zum Zeitpunkt des Gleichgewichtsverlusts von den Stufen abgelenkt. Die beobachteten Verhaltensweisen könnten mit der hohen Verletzungsrate bei Stürzen im Zusammenhang mit Treppen bei jungen Erwachsenen und insbesondere bei jungen Frauen zusammenhängen.